# Biga liquida

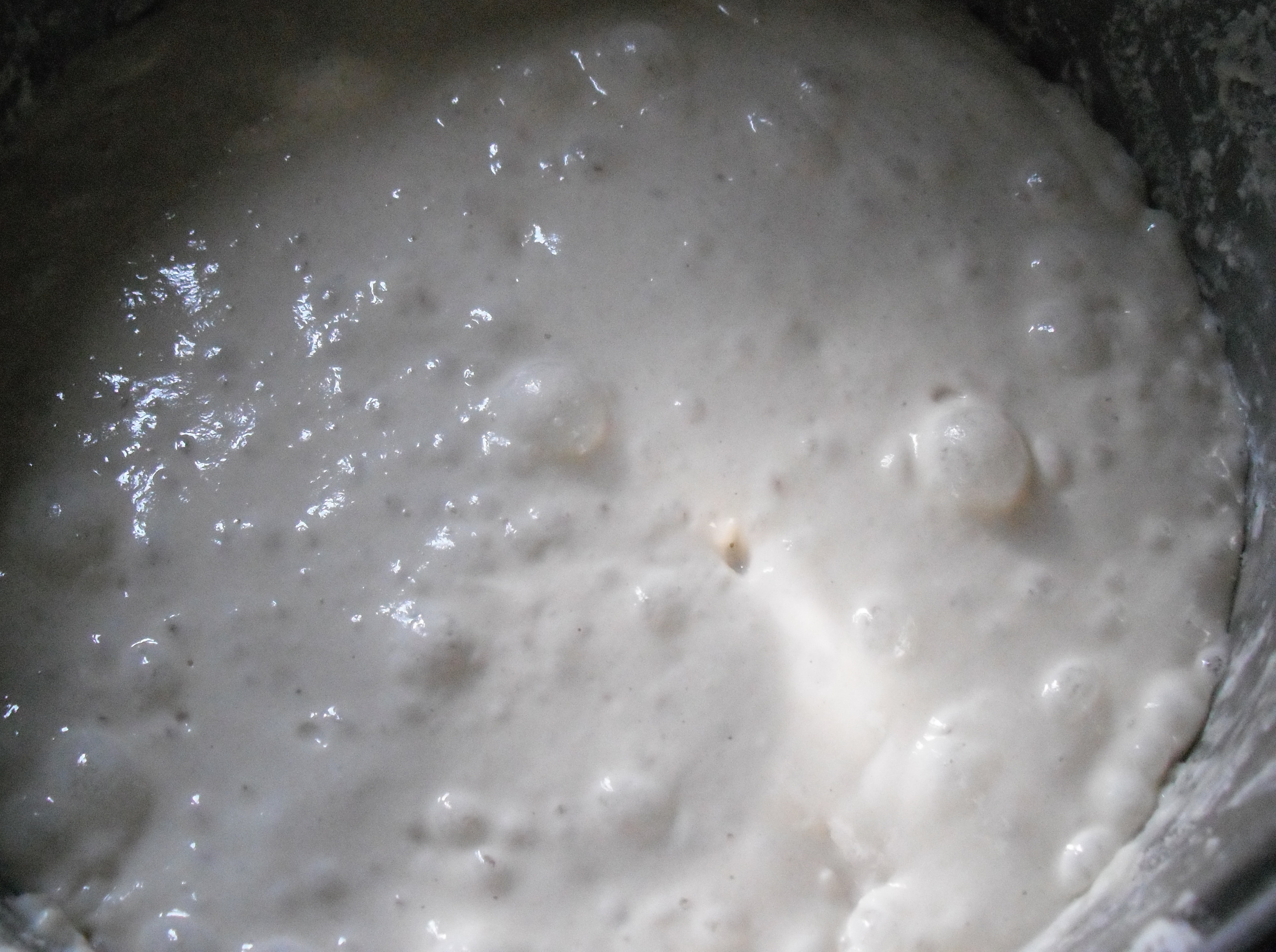
Biga liquida con lievito madre

Nella panificazione con metodo indiretto, la biga liquida è un preimpasto ottenuto miscelando acqua, farina e lievito in proporzioni tali che esso risulti molto liquido (1 l di acqua per 1 kg di farina). La percentuale di lievito varia in base al numero delle ore di lievitazione.

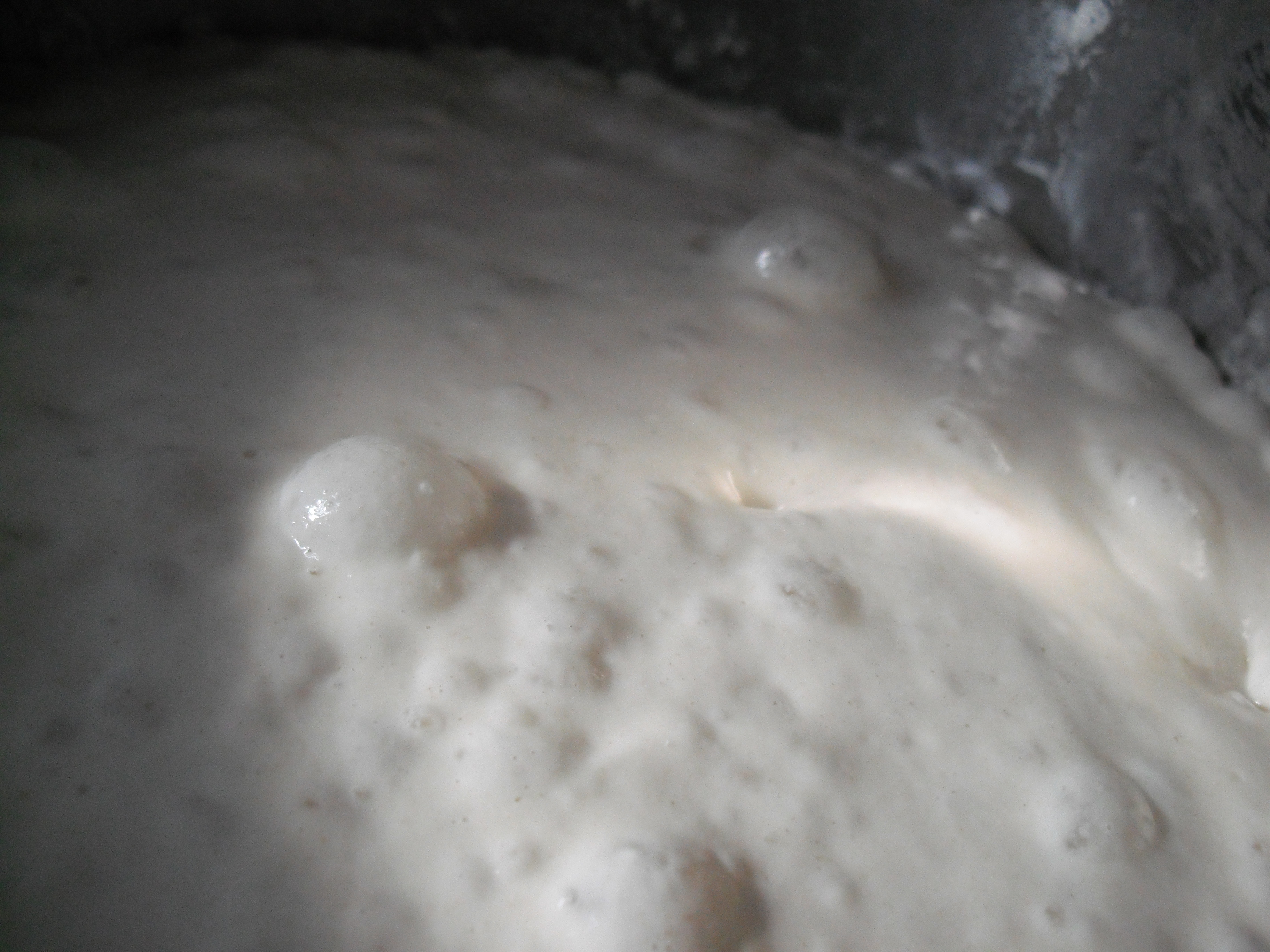
Caratteristiche bolle dalla biga liquida

Richiede l'impiego di farine forti ed equilibrate, con W maggiore di 300 e P/L (rapporto resistenza/elasticità) variabile tra 0,5 e 0,6, tempi brevi di miscelazione, temperatura finale non superiore a 25 °C e un periodo di fermentazione variabile da due a ventiquattro ore a temperature dai 16 ai 22 °C. A seconda del tipo di pane che si intende preparare, si aggiungono quindi gli altri ingredienti. Dopo un'ulteriore lievitazione, l'impasto finale viene tagliato, formato e lasciato ancora lievitare prima della cottura.

## Etimologia
Per questo lievitante talvolta si usa il termine poolish, che deriva dalla storpiatura dell'inglese Polish o del tedesco polnisch, cioè polacco: probabilmente deriva dal fatto che la biga era nota in Polonia e fu appresa dai panettieri austro-ungarici grazie ai polacchi; da qui poi arrivò in Inghilterra ed il nome dovrebbe ricordare la nazione di origine.